# جس فیلیپس
جس فیلیپس (انگلیسی: Jess Phillips؛ زادهٔ ۹ اکتبر ۱۹۸۱) سیاست‌مدار اهل بریتانیا و عضو حزب کارگر است که از سال ۲۰۱۵ عضو مجلس عوام برای بیرمنگام یاردلی است.